# نقش قاعدة تمثال برلين

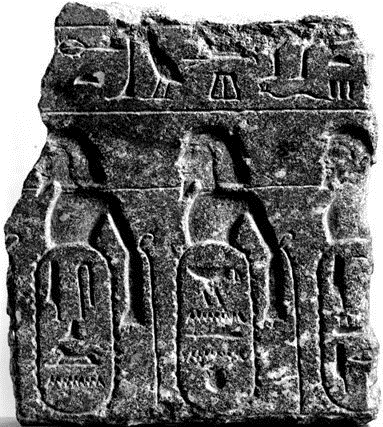
نقش قاعدة تمثال برلين

يمثل نقش قاعدة تمثال برلين جزءًا من قاعدة من الجرانيت لتمثال مصري قديم غير مثبت يحتوي على نقش يصف انتصارات مصر في الحرب. وفقًا لعالم الآثار الألماني مانفريد جورج، ربما احتوى النقش الموجود على قاعدة التمثال في الأصل على واحدة من أقدم الإشارات المعروفة لإسرائيل، والتي تساوي أو أقدم من النقش المزعوم في لوحة مرنبتاح لمدة قرنين من الزمان. القطعة الأثرية محفوظة في متحف برلين المصري (ÄM 21687).

## وصف
في عام 1913، تم شراء جزء من قاعدة التمثال من تاجر مصري بواسطة عالم المصريات لودفيج بورشاردت (1863-1938). يبلغ قياس القطعة المحفوظة حوالي 40 × 45 سم. تم قطع حواف القاعدة. يُظهر الجزء المحفوظ ثلاثة سجناء آسيويين مربوطين بحبل حول أعناقهم (مصطلح «آسيوي» يشير إلى بلدان شرق مصر). تم تخصيص خراطيش لكل سجين يشير الاسم إلى موطنه الأصلي، كما هو موصوف بالهيروغليفية المصرية.
يشير الخرطوش الأول الموجود على اليسار إلى عسقلان مدينة ساحلية، واحدة من الخمسة التي احتلها الفلسطينيون. الخرطوشة الوسطى هي كنعان. من ناحية أخرى، فإن الخرطوشة الموجودة على اليمين مقطوعة جزئيًا. لقد أصبح موضوع نقاش حول قراءة الحرف الهيروغليفي المفقود على الجانب الأيمن العلوي من الخرطوشة. في عام 2001، أحد المترجمين الرئيسيين لهذا النقش، مانفريد جورج، بسبب شق يشبه المنقار، اتخذ العلامة المفقودة كرمز للنسر. وبهذه الطريقة فسر الخرطوشة التالفة على أنها إسرائيل.
منذ ذلك الحين، تم إجراء أبحاث إضافية، بما في ذلك التصوير الفوتوغرافي المتخصص والمسح ثلاثي الأبعاد. قدمت هذه الدراسات دليلًا إضافيًا على أن الهيروغليفية التالفة كانت تمثل بالفعل نسرًا - باستثناء المنقار والساق اليسرى والمخلب، بالإضافة إلى الخطوط العريضة لبطن الطائر. يسمح هذا للخرطوش بأن يُقرأ على أنه إسرائيل، ولكن في الوقت نفسه أثار تحديد الهوية جدلًا بشأن القراءة. سيكون مثل هذا التهجئة لكلمة إسرائيل فريدًا في النصوص المصرية.
من أقوى الأدلة على قراءة الخرطوشة المتضررة مثل إسرائيل هو الاسمان المتبقيان على قاعدة التمثال، عسقلان وكنعان، اللذان يشيران إلى مناطق في نفس الحي. يمكن العثور على ترتيب مشابه على لوحة مرنبتاح، حيث يتم سرد كنعان وعسقلان وجيزر وينوام وإسرائيل بجانب بعضها البعض.

## تأريخ
يصعب تحديد تاريخ قاعدة برلين حيث لم يتم اكتشافها من خلال البحث الأثري في الموقع، ولكن تم شراؤها من تاجر. يفترض بعض الباحثين أن القطعة الأثرية ترجع إلى فترة مماثلة للوحة مرنبتاح، حيث تذكر الأسماء بطريقة مماثلة. ومع ذلك، في الواقع، تحتوي على الكثير من الاختلافات الإملائية، وقد تمت كتابة كل خرطوشة على قاعدة التمثال بشكل مختلف عن اللوحة (هذه الاختلافات شائعة جدًا في الكتابة الصوتية الهيروغليفية للأسماء والأماكن).
استنادًا إلى الكتابة نفسها، تذكر قاعدة برلين بتهجئة الأسرة الثامنة عشرة، والتي وضعت القاعدة في الفترة الزمنية حوالي 1550-1292 قبل الميلاد. يتوافق النص بدقة مع أوقات أمنحتب الثاني أو أمنحتب الثالث (1425-1351 قبل الميلاد). إذا كان هذا صحيحًا، فهذا يعني أن مصطلح «إسرائيل» على قاعدة برلين هو أقدم بنحو قرنين من النقش الموجود على لوحة مرنبتاح.